# ماري، دوقة غيز
ماري دي لورين (15 أغسطس 1615 - 3 مارس 1688)؛ كانت آخر دوقة غيز من فرع غيز من أسرة لورين، هي ابنة شارل الأول، دوق غيز وهنرييت كاترين دي جويوا.